# بروك كرين
بروك كرين (بالإنجليزية: Brooke Crain)‏ مواليد 29 أبريل 1993 في فيساليا، هو دراج أمريكي. شارك في دورة الألعاب الأولمبية الصيفية.

## روابط خارجية
- بروك كرين على موقع نتائج كأس العالم لسباقات دراجات (بي.أم.إكس) (الإنجليزية)
- بروك كرين على موقع اللجنة الأولمبية الدولية (الإنجليزية)
- بروك كرين على موقع أوليمبيديا (الإنجليزية)
- بروك كرين على موقع اللجنة الأولمبية والبارالمبية الأمريكية (الإنجليزية)